# Adjahil
Adjahil (também escrito Ajahil) é uma aldeia na comuna de Djanet, no distrito de Djanet, província de Illizi, Argélia. Está no mesmo vale como a capital do distrito de Djanet, que está 3 quilômetros (1,9 milhas) ao norte. Juntamente com as outras localidades perto de Djanet que situa-se na margem sul-ocidental da cordilheira do Tassili n'Ajjer.